# Рагунда (комуна)
Комуна Рагунда (швед. Ragunda kommun) — адміністративно-територіальна одиниця місцевого самоврядування, що розташована в лені Ємтланд у центральній Швеції.
Рагунда 35-а за величиною території комуна Швеції. Адміністративний центр комуни — місто Гаммарстранд.

## Населення
Населення становить 5 450 чоловік (станом на вересень 2012 року). 
| Кількість населення комуни Рагунда за 1900-2010 роки | Кількість населення комуни Рагунда за 1900-2010 роки | Кількість населення комуни Рагунда за 1900-2010 роки | Кількість населення комуни Рагунда за 1900-2010 роки | Кількість населення комуни Рагунда за 1900-2010 роки |
| ---------------------------------------------------- | ---------------------------------------------------- | ---------------------------------------------------- | ---------------------------------------------------- | ---------------------------------------------------- |
| Рік                                                  |                                                      |                                                      | Населення                                            |                                                      |
| 1970                                                 | 1970                                                 |                                                      | 8 473                                                | 8 473                                                |
| 1975                                                 | 1975                                                 |                                                      | 7 826                                                | 7 826                                                |
| 1980                                                 | 1980                                                 |                                                      | 7 571                                                | 7 571                                                |
| 1985                                                 | 1985                                                 |                                                      | 7 336                                                | 7 336                                                |
| 1990                                                 | 1990                                                 |                                                      | 7 078                                                | 7 078                                                |
| 1995                                                 | 1995                                                 |                                                      | 6 748                                                | 6 748                                                |
| 2000                                                 | 2000                                                 |                                                      | 6 313                                                | 6 313                                                |
| 2005                                                 | 2005                                                 |                                                      | 5 796                                                | 5 796                                                |
| 2010                                                 | 2010                                                 |                                                      | 5 590                                                | 5 590                                                |
| Джерело: SCB                                         |                                                      |                                                      |                                                      |                                                      |

## Населені пункти
Комуні підпорядковано 4 міських поселень (tätort) та низка сільських, більші з яких:
- Гаммарстранд (Hammarstrand)
- Стугун (Stugun)
- Вестра Біспгорден (Västra Bispgården)
- Естра Біспгорден (Östra Bispgården)
- Рагунда (Ragunda)

## Міста побратими
Комуна підтримує побратимські контакти з такими муніципалітетами:
- Комуна Схердал, Норвегія
- Карстула, Фінляндія
- Бробі, Данія

## Галерея

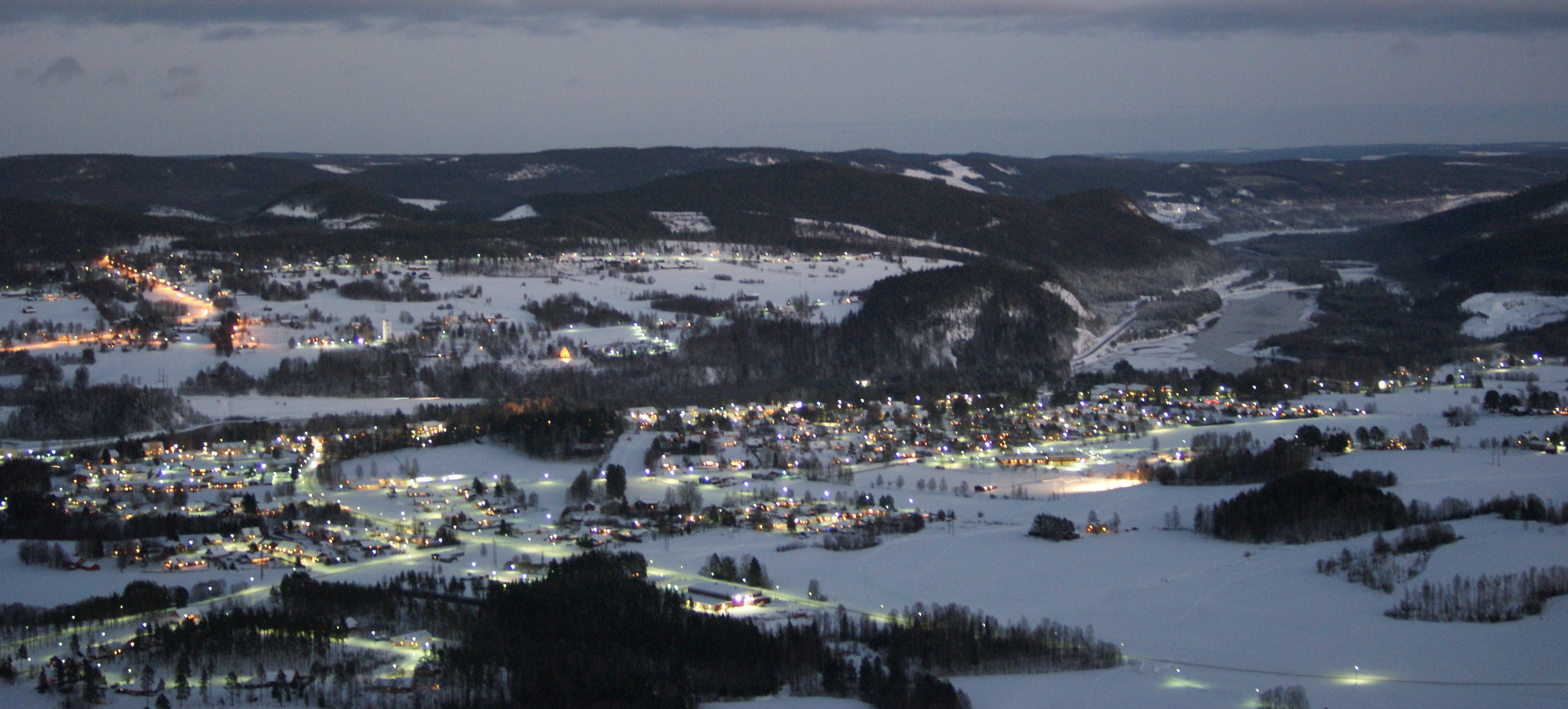
Нічний Гаммарстранд
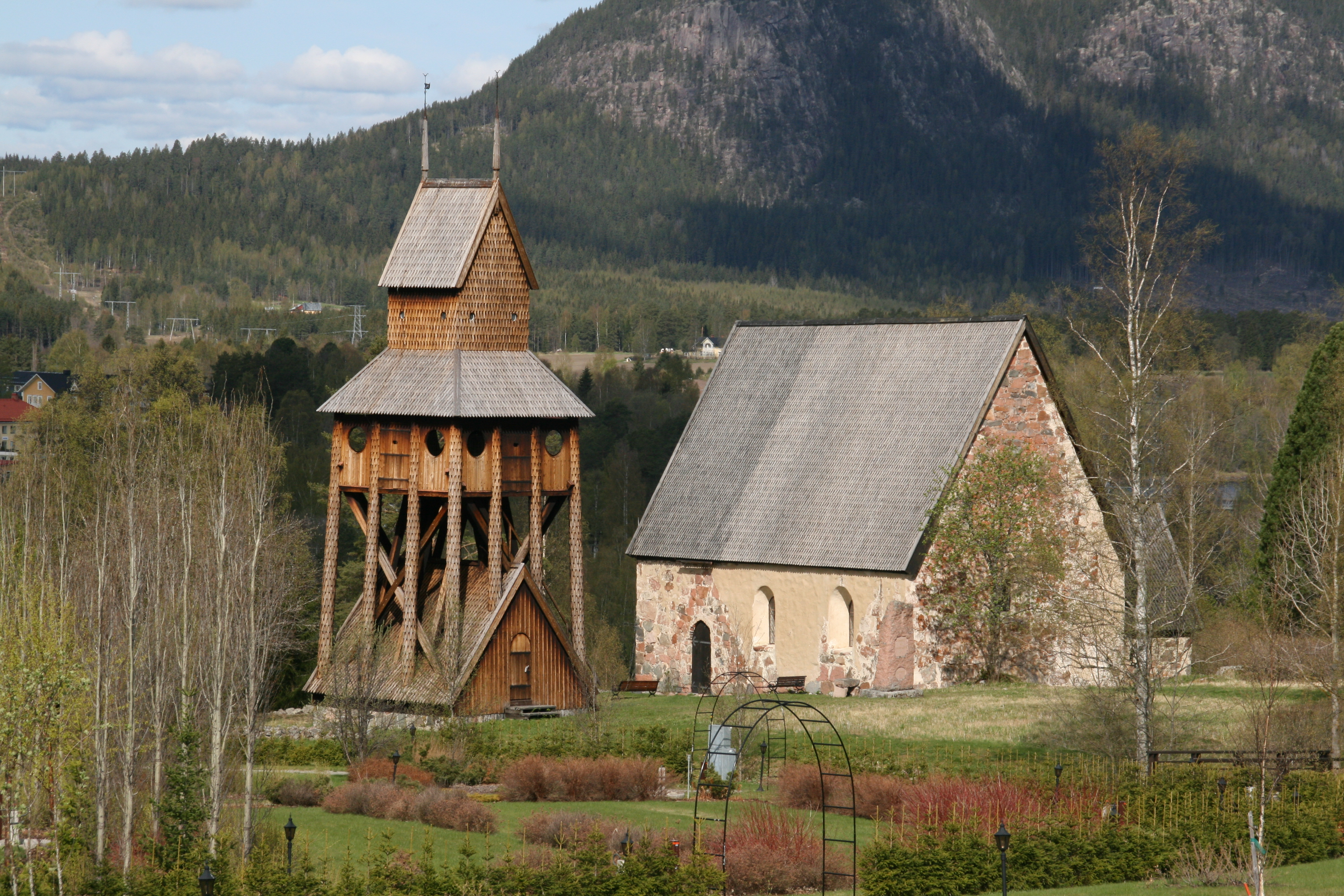
Церква (Рагунда)
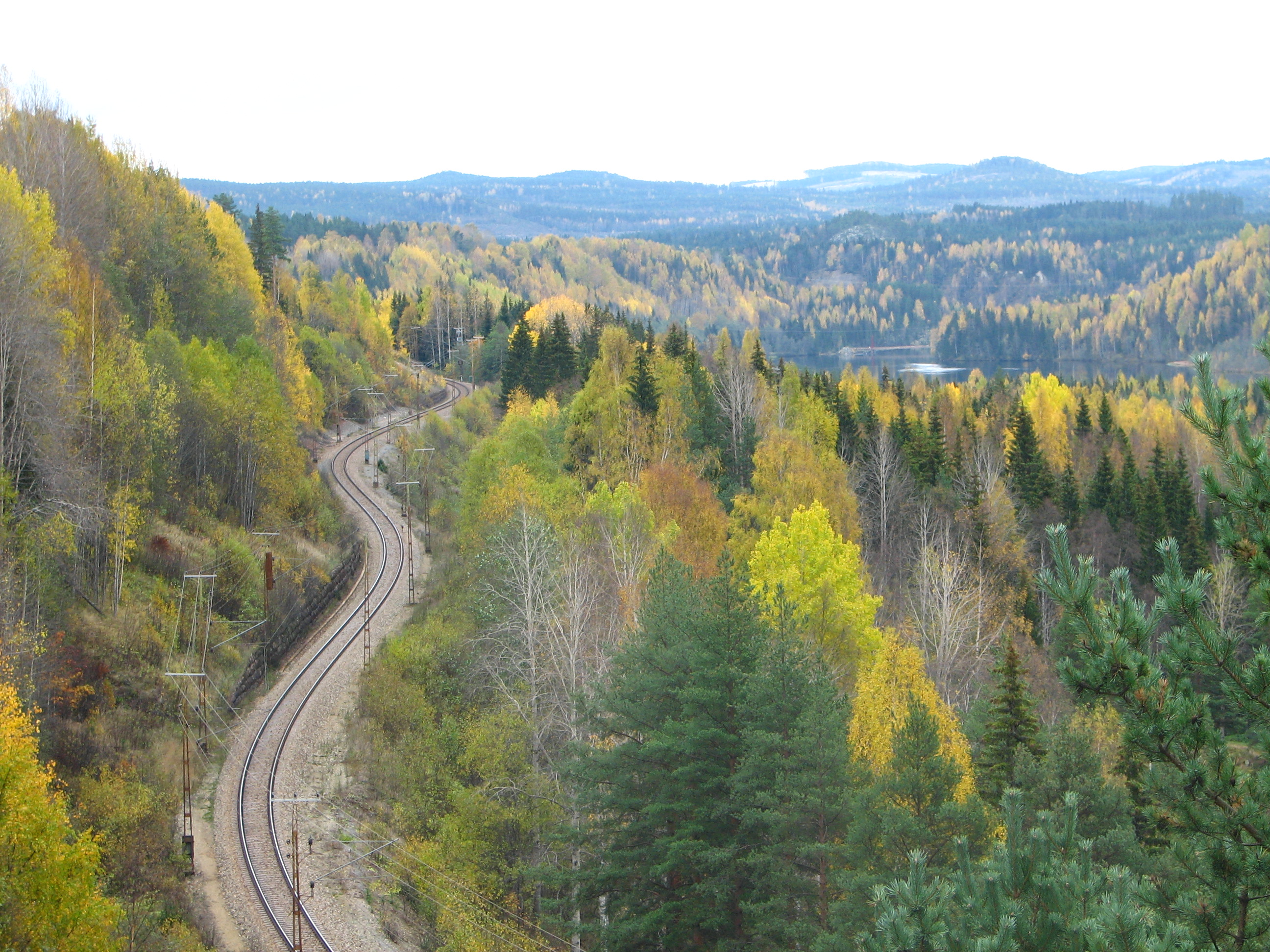
Краєвиди Ємтланду
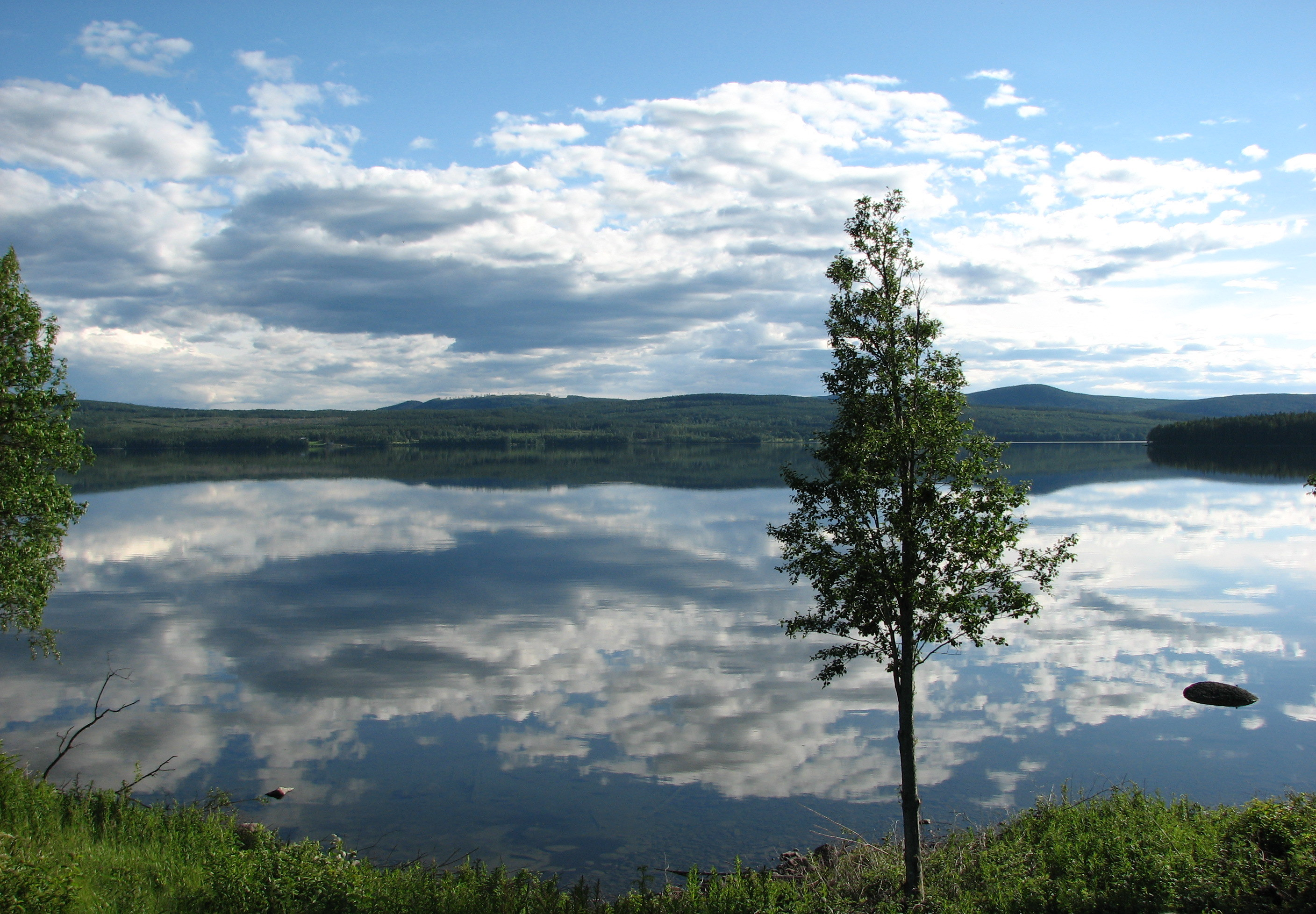
Озеро Ґесунден

## Виноски
1. ↑  Folkmangd i riket, lan och kommuner (шв.) . Центральне бюро статистики Швеції. Архів оригіналу за 20 серпня 2013. Процитовано 7 лютого 2013.